# Durval Vasel
Durval Vasel (Jaraguá do Sul, 23 de setembro de 1944) — Balneário Camboriú, 17 de outubro de 2012) foi um político brasileiro.
Foi prefeito de Jaraguá do Sul nos períodos de 1983/1989 e 1993/1996.
Foi deputado à Assembleia Legislativa de Santa Catarina na 12ª legislatura (1991 — 1995).